# Arsenura championi
Arsenura championi är en fjärilsart som beskrevs av Druce 1886. Arsenura championi ingår i släktet Arsenura och familjen påfågelsspinnare. Inga underarter finns listade i Catalogue of Life.